# Amphissa (mythologie)
Amphissa was in de Griekse mythologie de dochter van Macareus en de kleindochter van Aeolus. Ze werd bemind door Apollo en zou haar naam hebben geschonken aan het dorpje Amphissa in Griekenland.